# Nová Ves u Světlé
Nová Ves u Světlé – wieś i gmina w Czechach, w powiecie Havlíčkův Brod, w kraju Wysoczyna. 1 stycznia 2014 liczyła 524 mieszkańców.